# David Primo
David Primovski, detto Primo (in ebraico דוד פרימו‎?; 5 maggio 1946), è un ex calciatore israeliano, di ruolo difensore.

## Carriera
Nell'estate 1967 con i Baltimore Bays ottenne il primo posto della Eastern Division della NPSL, qualificandosi così per la finale della competizione, persa poi contro gli Oakland Clippers.
Con Bays la stagione seguente, ottiene il quarto posto nella Atlantic Division della Eastern Conference, non accedendo così alla parte finale del torneo.

## Palmarès

### Competizioni nazionali
- Campionato di calcio israeliano: 1

Hapoel Tel Aviv: 1965-1966
- Coppa d'Israele: 1

Hapoel Tel Aviv: 1971-1972

### Competizioni internazionali
- AFC Champions League: 1

Hapoel Tel Aviv: : 1967

### Nazionale
- Coppa d'Asia: 1

Israele 1964